# ليز جونسون
ليز جونسون (بالإنجليزية: Liz Johnson) هي لاعبة البولنغ ‏ أمريكية، ولدت في 2 مايو 1974.